# Freephone
Freephone var en idé som prövades på den svenska telemarknaden i mitten på 1990-talet. Man skulle kunna ringa gratis, såväl lokalt som rikssamtal. Detta sågs på den tiden som något helt ouppnåeligt.
I gengäld fick man stå ut med tio sekunders reklam varannan eller var tredje minut under samtalet. Denna reklam påminde om dagens radioreklam; korta, slagkraftiga jinglar med det kommersiella budskapet, oftast bara intalat men ibland varvat med en liten trudelutt.
Modemtrafikanter överutnyttjade Freephones idé genom att man upprättade listor med Freephone-kompatibla BBS:er, vars modem var konfigurerade att inte koppla ned när reklamen avbröt samtalet. Kanske var det därför som idén gick i stöpet och projektet avslutades i slutet av 1990-talet.
Ovanstående avser det svenska varumärket.
Freephone är på engelska ett ord som används generellt om avgiftsfria nummer, som i Sverige börjar på 020, men utomlands vanligen enligt en internationell standard 0800 eller 800.